# Merger (Lichttechnik)
Der Merger (engl. für Zusammenführung, Verschmelzung) ist ein Gerät der Lichttechnik, das digitale Lichtpultsignale zusammenschaltet. Im Gegensatz zum Splitter liest es die ankommenden DMX-Signale aus und mischt sie auf eine Leitung zusammen.
Merger kommen dann zum Einsatz, wenn man mehrere Lichtpulte benutzen möchte um die gleichen Lampen zu steuern. Zudem kann man mit ihnen auch Kabel sparen, indem man das DMX-Signal eines Lichtsteuerpults für konventionelles Licht und das eines Lichtpults für Scanner und Moving-Lights zusammenfasst.
Mit dem Merger wird auch das Timing bestimmt. Manche ältere Moving-Lights verstehen die neue Sprache der neuen Interfaces nicht. Das heißt, das Timing der Signale ist zu schnell oder undeutlich. Der Merger hilft dabei (oftmals).